# Georgios Kondylis
Georgios Kondylis, född 1879, död 31 januari 1936, var en grekisk general och politiker.
Kondylis började sin bana som enkel soldat, deltog i upproret på Kreta 1896, i Balkankrigen, första världskriget och Grek-turkiska kriget (1919–1922). Han invaldes i riksdagen som republikan 1923, var 1923-24 krigsminister, 1924-25 inrikesminister och grundade ett nationellt republikanskt parti. År 1926 störtade Kondylis genom en statskupp Theodoros Pangalos och utlyste nya val, i vilka republikanerna segrade.